# Театр Колумба (Богота)

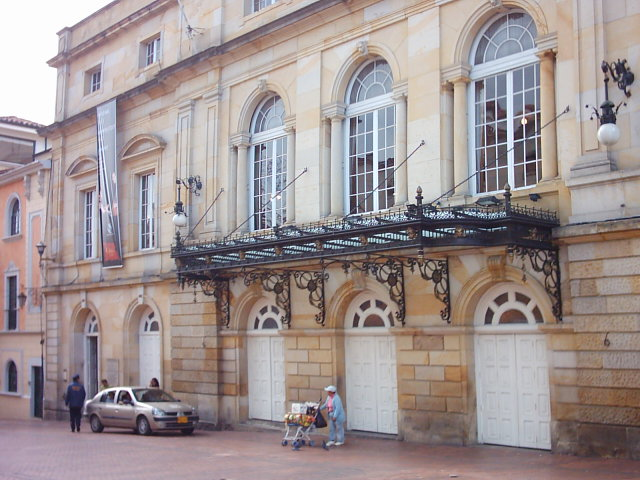
Фасад театру

Театр Колумба (ісп. El teatro Colón) — театр в місті Богота (Колумбія), що займає площу 2400 м² та вміщає 900 глядачів. Будівля театру виконана в неокласичному стилі за проектом італійського архітектора П'єтро Кантіні. Будівництво розпочалося 5 жовтня 1885 році, театр було відкрито 12 жовтня 1892 року, на чотирьохсотліття відкриття Америки Колумбом. Театр був визнаний одним з «чудес» під час проведення національного конкурсу «7 чудес Колумбії».
| Колумбія | Це незавершена стаття з географії Колумбії. Ви можете допомогти проєкту, виправивши або дописавши її. |